# Valhalla Memorial Park Cemetery
Il Valhalla Memorial Park Cemetery è un cimitero che si trova al 10621 Victory Boulevard in North Hollywood, Los Angeles.

## Tombe illustri
Nel cimitero sono sepolti tantissimi personaggi illustri e pionieri dell'aviazione, per i quali c'è proprio una sezione, chiamata Portal of the Folded Wing (in inglese portale delle ali ripiegate), dove è presente anche un maestoso cenotafio in onore di Amelia Earhart. La maggior parte delle tombe è dedicata a personaggi dello spettacolo, ma anche altre persone hanno trovato qui la loro ultima dimora:
- Bea Benaderet (1906 - 1968), attrice e doppiatrice
- Yakima Canutt (1895 - 1986), stuntman, attore e regista
- Mae Clarke (1910 - 1992), attrice
- Baldwin Cooke (1888 - 1953), attore
- Nick Cravat (1912 - 1994), acrobata, attore e stuntman
- The Amazing Criswell (1907 - 1982), sensitivo
- Joe DeRita (1909 - 1993), attore (membro de I tre marmittoni)
- Douglass Dumbrille (1889 - 1974), attore canadese
- Gladys George (1904 - 1954), attrice
- Gorgeous George (1915 - 1963), wrestler
- Lowell Gilmore (1906 - 1960), attore
- Lita Grey (1908 - 1995), attrice (seconda moglie di Charlie Chaplin)
- Lois Hamilton (1943 - 1999), modella, attrice e aviatrice
- Oliver Hardy (1892 - 1957), attore e comico (Ollio del duo comico Stanlio e Ollio)
- Dell Henderson (1893 - 1956), attore, sceneggiatore e regista
- Fred Kelsey (1884 - 1961), attore, regista e sceneggiatore
- Bert Kinner (1882 - 1957), aviatore
- Robert Lowery (1913 - 1971), attore
- Sam Lufkin (1891 - 1952), attore
- Paul Mickelson (1927 - 2001), musicista e compositore di canti religiosi
- John Moisant (1868 - 1910), aviatore
- Matilde Moisant (1878 - 1964), aviatrice
- Mantan Moreland (1902 - 1973), attore
- Mittie Morris (1874 - 1953), riformatore sociale
- Virginia Pearson (1886 - 1958), attrice
- Eddy Polo (1875 - 1961), attore e stuntman (il primo a paracadutarsi dalla Torre Eiffel)
- Maxie Rosenbloom (1904 - 1976), pugile e attore
- Gail Russell (1924 - 1961), attrice
- Hilder Smith (1890 - 1977), aviatore e paracadutista
- Lyle Tayo (1889 - 1971), attrice
- Rudd Weatherwax (1907 - 1985), attore ed addestratore di animali